# 藤田明日香
藤田 明日香（ふじた あすか、1996年2月14日 - ）は、大阪府大阪市出身のハンドボール選手。ドイツ・ブンデスリーガのボルシア・ドルトムント所属。

## 経歴
四天王寺高等学校時代は2013年に第5回女子ユースアジア選手権の日本代表U-18に選出。
2014年に日本ハンドボールリーグのソニーセミコンダクタへ加入。7月には第5回女子ユース世界選手権の日本代表U-18に選出された。2014-15年シーズンは高卒1年目ながらチームトップの58得点（リーグ13位）を記録。
2015年は第3回U-22東アジア選手権の日本代表に選出。8月には第13回女子ジュニアアジア選手権の日本代表U-20に選ばれた。
2016年は第20回女子ジュニア世界選手権の日本代表U-20に選出。
2017年は女子アジア選手権の日本代表に選出された。
2018年3月10日の北國銀行戦で通算200得点を達成。
2018年の第8回全日本社会人ハンドボール選手権大会後にソニーを退団し、ドイツ・ブンデスリーガのボルシア・ドルトムントへ移籍。

## 詳細情報

### 年度別成績
| 年       | チーム   | 試合 | フィールド 得点 | 率   | 7m    | 合計    | 警告 | 退場 | 失格 |
| -------- | -------- | ---- | --------------- | ---- | ----- | ------- | ---- | ---- | ---- |
| 2014-15  | ソニー   | 18   | 50/83           | .602 | 8/10  | 58/93   | 3    | 3    | 0    |
| 2015-16  | ソニー   | 11   | 10/16           | .625 | 15/21 | 25/37   | 0    | 1    | 0    |
| 2016-17  | ソニー   | 18   | 51/83           | .614 | 12/15 | 63/98   | 6    | 1    | 0    |
| 2017-18  | ソニー   | 24   | 42/72           | .583 | 12/14 | 54/86   | 3    | 2    | 0    |
| JHL：4年 | JHL：4年 | 71   | 153/254         | .602 | 47/60 | 200/314 | 12   | 7    | 0    |

- 各年度の太字はリーグ最高

### 記録

#### 日本ハンドボールリーグ
- フィールドゴール初得点：2014年11月1日、対三重バイオレットアイリス戦（ブラザー体育館）[12]
- 7mスロー初得点：同上
- 通算200得点：2018年3月10日、対北國銀行戦（霧島市国分体育館）[9]

### 背番号
- 7 (2014年 - 2018年)

## 代表歴

### 日本代表
- 世界選手権 (2017年)
- アジア選手権 (2017年・2018年)
- アジア競技大会 (2018年)
- ジャパンカップ (2017年・2018年)
- 日韓定期戦 (2017年・2018年)
- おりひめJAPAN トライアルゲームズ (2018年)
- 欧州遠征 (2019年)

#### 大会別成績
| 年     | 大会       | 対戦国                  | フィールド 得点 | 率    | 7m  | 合計 | 警告 | 退場 | 失格 |
| ------ | ---------- | ----------------------- | --------------- | ----- | --- | ---- | ---- | ---- | ---- |
| 2017年 | 世界選手権 | ブラジル戦 (予選)       | 1/1             | 1.000 | 0/0 | 1/1  | 0    | 1    | 0    |
| 2017年 | 世界選手権 | デンマーク戦 (予選)     | 1/2             | .500  | 0/0 | 1/2  | 0    | 0    | 0    |
| 2017年 | 世界選手権 | モンテネグロ戦 (予選)   | 0/1             | .000  | 0/0 | 0/1  | 0    | 0    | 0    |
| 2017年 | 世界選手権 | ロシア戦 (予選)         | 1/3             | .333  | 0/0 | 1/3  | 0    | 0    | 0    |
| 2017年 | 世界選手権 | チュニジア戦 (予選)     | 2/2             | 1.000 | 0/0 | 2/2  | 0    | 0    | 0    |
| 2017年 | 世界選手権 | オランダ戦 (決勝T1回戦) | 0/0             | -     | 0/0 | 0/0  | 0    | 0    | 0    |

### 日本代表U-22
- U-22東アジア選手権 (2015年)

### 日本代表U-20
- ジュニア世界選手権 (2016年)
- ジュニアアジア選手権 (2015年)

### 日本代表U-18
- ユース世界選手権 (2014年)
- ユースアジア選手権 (2013年)